# Erkal
Erkal ist ein türkischer männlicher Vorname und Familienname.

## Namensträger
Familienname:
- Genco Erkal (1938–2024), türkischer Schauspieler
- İbrahim Erkal (1966–2017), türkischer Sänger, Songwriter und Schauspieler
- Rebii Erkal (1911–1985), türkischer Fußballspieler und -trainer